# Tobias Schröder (Handballspieler)
Tobias Schröder (* 6. März 1981 in Hagen) ist ein ehemaliger deutscher Handballspieler, der mehrere Jahre in der Bundesliga aktiv war.
Schröder spielte in der Jugend beim VfL Eintracht Hagen. Mit 18 Jahren wechselte der Rückraumspieler zum damaligen Zweitligisten TSG Herdecke. Im Sommer 2001 verpflichtete ihm der Bundesligist VfL Gummersbach.
Nach drei Spielzeiten beim VfL schloss sich der Rechtshänder dem Bundesligaaufsteiger TuS Nettelstedt-Lübbecke an. Im Jahr 2006 zog es ihm zum Ligarivalen Wilhelmshavener HV, mit dem er 2008 in die 2. Liga abstieg. Im Jahr 2010 stand ein Wechsel zum VfL Bad Schwartau bevor, jedoch musste Schröder seine Karriere aufgrund mehrerer schwerwiegender Verletzungen vorzeitig beenden. Schröder übernahm daraufhin den Posten des Co-Trainers beim VfL. Nachdem Thomas Knorr im Oktober 2011 beim VfL entlassen worden war, übernahm Schröder den Trainerposten. Drei Monate später gab er sein Traineramt aus privaten Gründen wieder ab. Seit der Saison 2014/15 trainiert Schröder die HSG Tills Löwen, für die er gelegentlich aufläuft. Die Tills Löwen spielten anfangs in der Schleswig-Holstein-Liga und stiegen 2016 in die Landesliga ab. Schröder gab die Mannschaft nach dem Aufstieg in die Schleswig-Holstein-Liga 2019 ab. Ab Oktober 2019 bis Juni 2020 trainierte er den Drittligisten HSG Ostsee N/G.
Schröder absolvierte acht Länderspiele für die deutsche Nationalmannschaft, in denen er 20 Treffer erzielte. Zuvor stand er 25-mal im Aufgebot der Junioren-Nationalmannschaft.